# Хома Олександр Віталійович
Хома Олександр Віталійович — (нар. 04 грудня 1996, м. Тернопіль) — спортсмен, педагог, науковець, спортивний волонтер, громадський діяч, співзасновник ГО «Творчий простір ОРЕЛІ», представник команди освітнього проєкту «Здорове харчування для дітей», співзасновник та голова ГО «Я ДОНОР».

## Життєпис
Закінчив Тернопільську загальноосвітню школу I-III ступенів № 24. Після чого вступив на навчання у Тернопільський національний педагогічний університет імені Володимира Гнатюка на факультет фізичного виховання — спеціальність «Середня освіта (Фізична культура)». Успішно завершивши бакалаврат, розпочав навчання на магістратурі у цьому ж університеті. У 2019 році з відзнакою закінчив магістратуру та розпочав роботу старшим лаборантом на кафедрі теорії і методики олімпійського та професійного спорту.
З вересня 2021 року асистент кафедри фізичного виховання ТНПУ. У жовтні 2021 року призначений заступником декана факультету фізичного виховання ТНПУ з іміджевих процесів та роботи з молоддю..
У 2025 році успішно завершив навчання в аспірантурі Волинського національного університету імені Лесі Українки за спеціальністю 017 Фізична культура і спорт (освітньо-наукова програма «Фізична активність різних груп населення) та здобув ступінь доктора філософії в галузі знань 01 Освіта / Педагогіка.

## Спортивні здобутки
Кандидат у майстри спорту з легкої атлетики — особистий рекорд на вулиці та в приміщенні 2 м 10 см.
Більше 7 років займається легкою атлетикою, а саме стрибками у висоту. Переможець та призер Всеукраїнських та міжнародних змагань.
Учасник дитячих Європейських ігор (Чехія, Брно).

## Громадська діяльність
З 2014 року долучався до проведення фізкультурно-оздоровчих заходів у місті. Був волонтером на соціальних акціях.
У 2018 році спільно з Коваль Оленою став співорганізатором ініціативи «Життя Без меж» (рух в підтримку сімей, які виховують дітей з інвалідністю). Спільними силами було організовано ряд проєктів, а саме: флешмоб «Біжи заради тих, хто не може», новорічне свято «Особлива казка», фотосесія «Особлива мить», новорічне свято «Казкова пригода» та «Рекордна коляда» в підтримку дітей з інвалідністю
.
У 2019 році співорганізатор благодійного проєкту для слабозорих дітей «Історії тих, хто бачить серцем», казковий благодійний вечір «Різдвяні традиції».
У 2020 році співорганізатор «Благодійні Покатушки» в підтримку акції «Казковий автомобіль».
З 2021 року співзасновник та заступник голови громадської організації «Я ДОНОР», спіорганізатор "Найтепліший день донора", "Тиждень донорства", "День донора", "Визнач групу крові", виїзних донацій. Є активним донор.
З 2025 року обраний головою громадської організації «Я ДОНОР».

## Досягнення та нагороди
Неодноразово отримував грамоти та подяки від Тернопільської міської ради, Тернопільського національного педагогічного університету імені Володимира Гнатюка, Федерації легкої атлетики Тернопільської області, Тернопільського міського центру фізичного здоров'я населення.
Отримав премію імені В. Кузя (Канада) «За відмінне навчання, активну громадську діяльність та пропагування здорового способу життя».
Під настановою наукового керівника Боднара Ярослава Богдановича опублікував більше 10 публікацій в сфері фізичного виховання.
За вагомий особистий внесок у розвиток донорства в Україні, активну волонтерську та громадську діяльність, сумлінну працю та високий професіоналізм нагороджений Грамотою Верховної ради України «за заслуги перед Українським народом» (27 травня 2021 року).
У 2021 році був нагороджений з нагоди Дня молоді «Оскаром молодіжної роботи» та з нагоди Міжнародного дня волонтера «Почесною відзнакою міського голови Тернополя».
У 2024 році нагороджений почесною грамотою Тернопільської обласної ради «За активну громадянську позицію, вагомий внесок у справу донорства крові та з нагоди Міжнародного дня донора». У 2025 році нагороджений відзнакою Тернопільської обласної ради «За значний особистий внесок у підтримку та розвиток волонтерського руху Тернопільщини та України».